# Lärandemiljö
En lärandemiljö är den omgivning, både fysisk och social, där lärande sker. Begreppet används inom pedagogik och utbildning för att beskriva de förutsättningar som påverkar en individs möjligheter att tillgodogöra sig kunskap och utveckla färdigheter. Lärandemiljöer kan vara formella, som klassrum och digitala plattformar, eller informella, som arbetsplatser och hem. 
En välfungerande lärandemiljö kännetecknas av tillgänglighet, anpassning till deltagarnas behov och ett stödjande socialt klimat. Lärandemiljöer spelar en central roll i att främja delaktighet, motivation och lärande för alla individer.